# Roemeens voetbalkampioenschap 2004/05
2004/05 was het 67ste seizoen van de Divizia A en het 87ste kampioenschap van Roemenië.

## Eindstand
| Plaats | Team                             | Wed. | W  | G  | V  | Doelpunten | Verschil | Ptn |
| ------ | -------------------------------- | ---- | -- | -- | -- | ---------- | -------- | --- |
| 1      | Steaua Boekarest                 | 30   | 19 | 6  | 5  | 47 : 18    | +29      | 63  |
| 2      | Dinamo Boekarest (K, B)          | 30   | 20 | 2  | 8  | 60 : 30    | +30      | 62  |
| 3      | Rapid Boekarest                  | 30   | 16 | 9  | 5  | 51 : 27    | +24      | 57  |
| 4      | National Boekarest               | 30   | 17 | 6  | 7  | 50 : 33    | +17      | 57  |
| 5      | FC Farul Constanța               | 30   | 15 | 7  | 8  | 42 : 28    | +14      | 52  |
| 6      | FCU Politehnica Timișoara 1      | 30   | 13 | 6  | 11 | 37 : 34    | +03      | 45  |
| 7      | Sportul Studențesc Boekarest (N) | 30   | 12 | 9  | 9  | 37 : 27    | +10      | 45  |
| 8      | Oțelul Galați                    | 30   | 12 | 4  | 14 | 31 : 32    | −01      | 40  |
| 9      | Politehnica Iași (N)             | 30   | 10 | 8  | 12 | 28 : 41    | −13      | 38  |
| 10     | FC Argeș Pitești                 | 30   | 8  | 12 | 10 | 32 : 37    | −05      | 36  |
| 11     | CFR Cluj (N)                     | 30   | 9  | 9  | 12 | 33 : 44    | −11      | 36  |
| 12     | FCM Bacău                        | 30   | 8  | 9  | 13 | 20 : 28    | −08      | 33  |
| 13     | Gloria Bistrița                  | 30   | 9  | 5  | 16 | 38 : 46    | −08      | 32  |
| 14     | Apulum Alba Iulia                | 30   | 6  | 8  | 16 | 28 : 62    | −34      | 26  |
| 15     | FC Brașov                        | 30   | 5  | 6  | 19 | 28 : 45    | −17      | 21  |
| 16     | Universitatea Craiova            | 30   | 4  | 8  | 18 | 24 : 54    | −30      | 20  |

1 Politehnica AEK Timișoara werd tijdens de winterstop door Balkan Petroleum overgenomen en veranderde zijn naam in FCU Politehnica Timișoara.
| Kampioen, Champions League  |
| Bekerwinnaar, UEFA Cup      |
| Deelname UEFA Cup           |
| Deelname UEFA Intertoto Cup |
| Degradatie                  |

### Topschutters
| Naam                      | Club                         | Goals |
| ------------------------- | ---------------------------- | ----- |
| Gheorghe Bucur            | Sportul Studențesc Boekarest | 21    |
| Claudiu Iulian Niculescu  | Dinamo Boekarest             | 21    |
| Daniel George Niculae     | Rapid Boekarest              | 14    |
| Cristian Ambrozie Coroian | Gloria Bistrița              | 13    |
| Victoraș Constantin Iacob | Oțelul Galați                | 13    |

Divizia A:
1909/10 · 
1910/11 · 
1911/12 · 
1912/13 · 
1913/14 · 
1914/15 · 
1915/16 · 
1919/20 · 
1920/21 · 
1921/22 · 
1922/23 · 
1923/24 · 
1924/25 · 
1925/26 · 
1926/27 · 
1927/28 · 
1928/29 · 
1929/30 · 
1930/31 · 
1931/32 · 
1932/33 · 
1933/34 · 
1934/35 · 
1935/36 · 
1936/37 · 
1937/38 · 
1938/39 ·
1939/40 · 
1940/41 · 
1946/47 · 
1947/48 · 
1948/49 · 
1950 · 
1951 · 
1952 · 
1953 · 
1954 · 
1955 · 
1956 · 
1957/58 · 
1958/59 · 
1959/60 · 
1960/61 · 
1961/62 · 
1962/63 · 
1963/64 · 
1964/65 · 
1965/66 · 
1966/67 · 
1967/68 · 
1968/69 · 
1969/70 · 
1970/71 · 
1971/72 · 
1972/73 · 
1973/74 · 
1974/75 · 
1975/76 · 
1976/77 · 
1977/78 · 
1978/79 · 
1979/80 · 
1980/81 · 
1981/82 · 
1982/83 · 
1983/84 · 
1984/85 · 
1985/86 · 
1986/87 · 
1987/88 · 
1988/89 · 
1989/90 · 
1990/91 · 
1991/92 · 
1992/93 ·
1993/94 · 
1994/95 · 
1995/96 · 
1996/97 · 
1997/98 · 
1998/99 · 
1999/00 · 
2000/01 · 
2001/02 ·
2002/03 · 
2003/04 ·
2004/05 · 
2005/06

Liga 1:
2006/07 · 
2007/08 ·
2008/09 ·
2009/10 · 
2010/11 ·
2011/12 ·
2012/13 ·
2013/14 ·
2014/15 ·
2015/16 ·
2016/17 ·
2017/18 ·
2018/19 ·
2019/20 ·
2020/21